# Emån
Emån – rzeka w południowej Szwecji, mająca źródło w gminie Nässjö, o długości 229 km, przepływająca przez miejscowości Vetlanda, Holsbybrunn, Kvillsfors, Målilla, Högsby i Fliseryd. Wypływa do północnej części Cieśniny Kalmarskiej.
W skład cieku wodnego rzeki wchodzą takie jeziora jak Tjurken, Flögen, Norrasjön i Grumlan.
Emån jest domem dla ponad 30 gatunków ryb i jest ceniona wśród rybaków za pstrągi.
Jest także popularna wśród kajakarzy, ponieważ łatwo się nią porusza i daje możliwość poznania z bliska szwedzkiej flory i fauny.